# Pomacentrus trilineatus
Pomacentrus trilineatus (Помацентр трисмуговий) — вид риб з роду Pomacentrus родини Pomacentridae. Інша назва трилінійна риба-ластівка.

## Опис
Досягає довжини у 10 см. Голова широка, має великий спинний плавець з 13 жорстких і 14-15 м'яких променів, анальний плавець складається з 14-16 м'яких і 2 жорстких променів. Хвостовий плавець звужений, розрізаний, верхня частина довша за нижню.
Відрізняється від представників свого роду 3 смугами, світлим хвостом і по темній плямі в його верхній частині, біля спинного плавця, з обох боків.

## Спосіб життя
Воліє до схилів коралових рифів та скелястих прибережних місцин. Зустрічається на глибинах до 15 м. Територіальна риба, не здійснює міграцій. Живиться планктоном, донними водоростями, детритом. При цьому перевагу віддає саме водоростям.
Відкладає ікру. Яйця є донними і прилипають до основи. Самець охороняє і провітрює яйця.
Часто тримається в акваріумах.

## Розповсюдження
Поширена в Червоному морі, в Аравійському морі (біля узбережжя Оману, Сейшельських островів), а також біля Східної Африки до Мозамбіку, а також біля Мадагаскару.